# Itheum alboscutellare
Itheum alboscutellare là một loài bọ cánh cứng trong họ Cerambycidae.